# Eleonore Reuß zu Köstritz

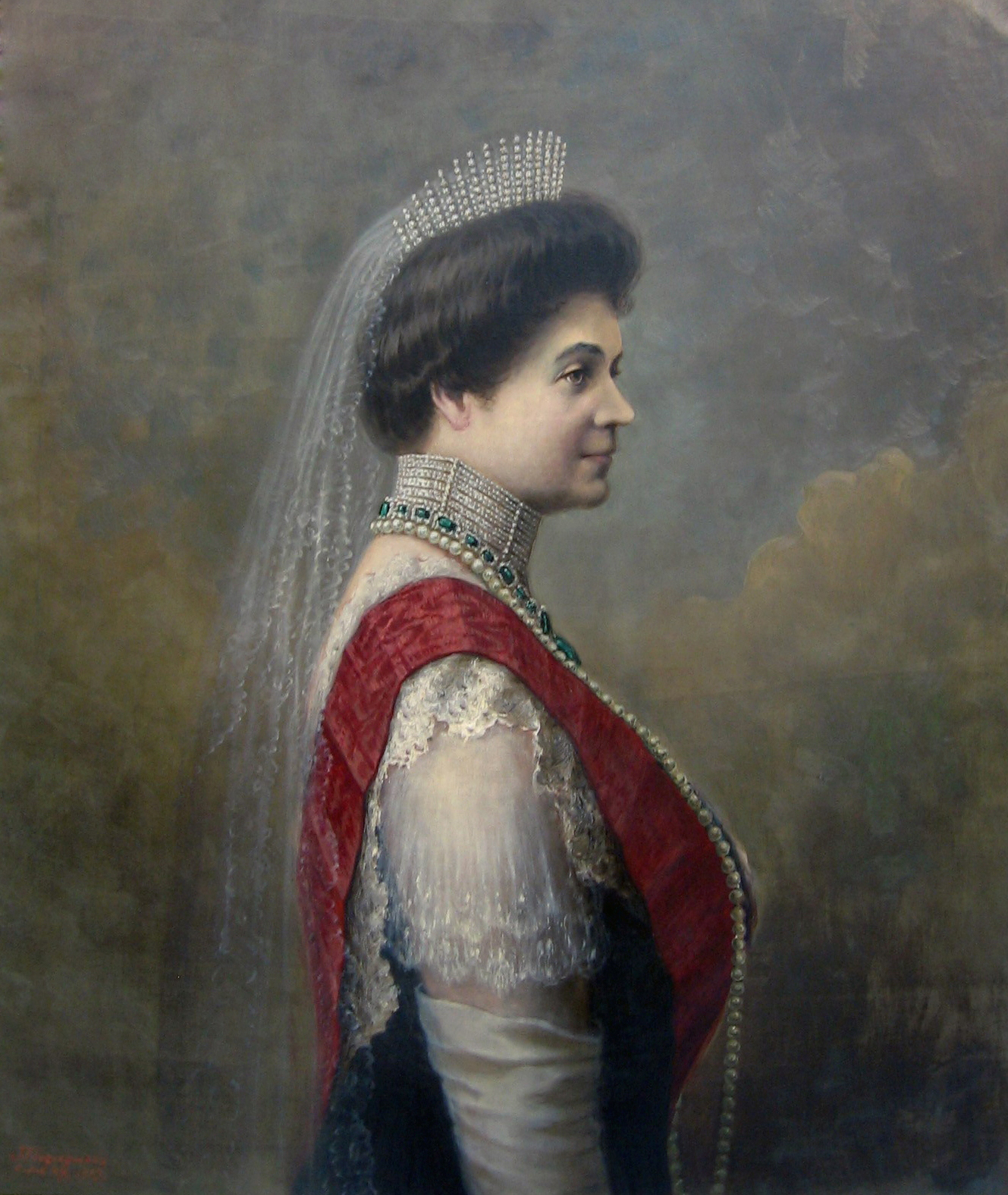
Prinzessin Eleonore Reuß zu Köstritz als Zarin von Bulgarien

Wappen Eleonores als Zarin von Bulgarien (siehe auch: Wappen und Siegel der Vögte)

Eleonore Caroline Gasparine Louise Prinzessin Reuß zu Köstritz (* 22. August 1860 in Trebschen; † 12. September 1917 in Euxinograd) war als Frau des Zaren Ferdinand von Bulgarien Zarin von Bulgarien.

## Leben
Eleonore war eine Tochter des Fürsten Heinrich IV. Reuß zu Köstritz (1821–1894) und dessen Gemahlin Prinzessin Luise Reuß zu Greiz, verw. Prinzessin von Sachsen-Altenburg (1822–1875). Sie erlernte den Beruf einer Krankenschwester und war eine Zeit Diakonissin in Lübben. Mit der Aufgabe unzufrieden wirkte sie im Russisch-Japanischen Krieg (1904–1905) als Leiterin einer Sanitätsabteilung. Danach lebte sie zumeist bei ihrem Bruder Fürst Heinrich XXIV. in Schloss Ernstbrunn in Niederösterreich und unterstützte ein Kinderhospital in Wien.
Als 47-Jährige heiratete Eleonore den gleichaltrigen Ferdinand neun Jahre nach dem Tod von dessen erster Frau Marie Louise von Bourbon-Parma. Die Verlobung am 6. Dezember 1907 auf Schloss Serrahn war auf Vermittlung ihrer Cousine Großfürstin Maria Pawlowna arrangiert worden.
Eine katholische Hochzeit wurde am 28. Februar 1908 in der Kirche St. Augustin in Coburg vollzogen, die evangelische folgte am 1. März in Gera auf Schloss Osterstein unter Anwesenheit fast der gesamten reußischen Fürstenfamilie.
Eleonore kümmerte sich um die Erziehung ihrer Stiefkinder sowie um die Entwicklung der Wohlfahrtsorganisationen in Bulgarien u. a. des bulgarischen Roten Kreuzes. Während der Balkankriege 1912/13 sowie bei Beginn des Ersten Weltkrieges arbeitete sie als Krankenschwester. Ihre Grabstätte wurde auf ihren eigenen Wunsch auf dem Friedhof neben der berühmten Kirche von Bojana in Sofia errichtet. Das Grab wurde während der Volksrepublik Bulgarien eingeebnet, inzwischen aber wieder in seinen ursprünglichen Zustand gebracht.